# Francesco Giampietri
Francesco Antonio Giampietri (Bollita, 24 maggio 1754 – Napoli, 10 febbraio 1821) è stato un giurista e magistrato italiano.

## Biografia
Nato a Bollita (l'attuale Nova Siri, provincia di Matera), ricevette i primi insegnamenti da uno zio arciprete. Spostatosi a Napoli, conseguì la laurea in giurisprudenza e si dedicò all'attività di giureconsulto. Fedele suddito della dinastia borbonica, Ferdinando I gli conferì l'incarico di deputato di polizia, per poi elevarlo a giudice e, infine, a caporuota della medesima funzione. Con l'arrivo dei francesi di Giuseppe Bonaparte, Giampietri fu arrestato ed esiliato nel 1807 ma poté ritornare con la salita al trono di Gioacchino Murat, che gli permise di esercitare l'avvocatura.
Dopo la seconda restaurazione borbonica, nel 1816 Ferdinando I gli affidò la carica di prefetto di Polizia e di membro della commissione delle annone e, nel 1819, divenne direttore generale di polizia. Dotato di solida e raffinata cultura classica, si dilettò nel pubblicare dotte dissertazioni, tra cui la "Lettera intorno alle monete aragonesi ultimamente trovate nella Cupa di S. Efrem", dedicata a Luigi de'Medici, e "Sul miglioramento delle nostre Commedie" (1819), dedicata al Duca d'Ascoli. Come direttore di polizia, Giampietri si ritrovò con grandi responsabilità a causa degli imminenti moti carbonari che si sarebbero avuti l'anno seguente. Agli albori della rivoluzione e agendo secondo la legge, fece arrestare ed esiliare dal regno numerosi insorti, senza giudizio e difesa. Quando nel 1820 scoppiò la ribellione, Giampietri si era già dimesso, anche per motivi di salute, e si ritirò nella sua casa di campagna a Mergellina.
Alcuni rivoltosi non digerirono i provvedimenti dell'ex direttore di polizia e, unitamente alla ferma dichiarazione del re borbonico di non concedere un regime costituzionale nel regno, prepararono una ritorsione contro Giampietri. Si radunarono cinquanta persone armate di fucili e pugnali, sotto la guida di un capitano della guardia nazionale soprannominato Oglioraro. Giunti alla dimora di Giampietri, alcuni di loro gli intimarono, con l'inganno di un controllo di polizia, di venire con loro. Condotto in un luogo isolato, venne assalito da tutti gli aggressori e ucciso. I rei vennero arrestati; tre vennero condannati a morte mentre i restanti in carcere o in libertà provvisoria. Il re Ferdinando I assegnò un vitalizio alla vedova Francesca Palazzi e ai figli, e assegnò alla famiglia il titolo di Marchesi della Bollita. I discendenti si distinsero come giuristi, alti funzionari dello stato e diplomatici, come il nipote Carlo Giampietri, e si imparentarono con nobili e importanti famiglie aristocratiche, quali i conti Piromallo di Montebello, i conti Jannitti Pironallo, i Marchesi Mezzacapo di Moterosso, i conti Sibué du Col, i baroni Corrado di Altamura. La famiglia si è estinta nel 1979 alla morte di Donna Rosa Giampietri, vedova dell'illustre chimico prof. Ernesto de' Conno.